# Sarcocornia perennis subsp. alpini
Sarcocornia perennis subsp. alpini é uma subespécie de planta com flor pertencente à família Chenopodiaceae. 
A autoridade científica da subespécie é (Lag.) Castrov., tendo sido publicada em Anales del Jardín Botánico de Madrid 37(1): 60. 1980.

## Portugal
Trata-se de uma subespécie presente no território português, nomeadamente em Portugal Continental.
Em termos de naturalidade é nativa da região atrás indicada.
Em Portugal Continental ocorre nas províncias do Algarve, Baixo Alentejo, Beira Litoral, Estremadura e Ribatejo.

## Protecção
Não se encontra protegida por legislação portuguesa ou da Comunidade Europeia.